# 민족문제연구소의 친일인명사전 수록자 명단 - 경제
민족문제연구소의 친일인명사전 수록예정자 명단 - 경제는 2008년 민족문제연구소가 발표한 친일인명사전 수록예정자 명단 중 경제 분야에 분류된 이들의 명단이다.

## 경제 분야 목록 (48명)

### 가
| - 강번 (姜藩) - 중추원 - 강창희 (姜昌熙) - 지역유력자 - 고한승 (高漢承) - 김건영 (金健永) - 지역유력자 - 김기옥 (金基玉) - 지역유력자 - 김동원 (金東元) - 지역유력자 | - 김두하 (金斗河) - 지역유력자 - 김성호 (金聖鎬) - 김순흥 (金淳興) - 김신석 (金信錫) - 중추원, 친일단체 - 김연수 (金秊洙) - 중추원, 해외 - 김영기 (金寧起) | - 김영준 (金英俊) - 김정호 (金正浩) - 중추원 - 김한규 (金漢奎) - 중추원 - 김형옥 (金衡玉) |

### 마
| - 맹영옥 (孟永玉) - 문명기 (文明琦) - 중추원, 친일단체 | - 민규식 (閔奎植) - 중추원 - 민대식 (閔大植) |  |

### 바
| - 박기효 (朴基孝) - 박승억 (朴承億) - 박승직 (朴承稷) - 친일단체 - 박흥식 (朴興植) | - 방규환 (方奎煥) - 방응모 (方應謨) - 언론/출판 - 방의석 (方義錫) - 중추원, 친일단체 | - 백낙승 (白樂承) - 백남신 (白南信) - 백완혁 (白完爀) |

### 사
| - 손창윤 (孫昌潤) | - 신용욱 (愼鏞頊) |  |

### 아
| - 예종석 (芮宗錫) - 친일단체 | - 유명한 (柳明韓) | - 이종만 (李鍾萬) - 친일단체 |

### 자
| - 장직상 (張稷相) - 중추원 - 장홍식 (張弘植) - 친일단체 - 정재학 (鄭在學) - 중추원 | - 조병학 (曺秉學) - 지역유력자 - 조진태 (趙鎭泰) - 중추원 - 주성근 (朱性根) - 친일단체 |  |

### 차
| - 차남진 (車南鎭) - 중추원 - 차준담 (車濬潭) - 친일단체 | - 최승렬 (崔昇烈) - 중추원 | - 최창학 (崔昌學) - 친일단체 |

### 하
| - 한기방 (韓基邦) - 친일단체 | - 현준호 (玄俊鎬) - 중추원, 친일단체 | - 홍충현 (洪忠鉉) - 친일단체 |

## 같이 보기
- 친일파 708인 명단 - 군수산업 관련자
- 대한민국 정부 발표 친일반민족행위자 명단 - 경제·사회